# Fontrieu
Fontrieu község Franciaország Okcitánia régiójában, Tarn megyében. Új községként 2016. január 1-jén jött létre két korábbi község: Castelnau-de-Brassac, Ferrières és Le Margnès egyesítésével. Lakosainak száma 954 fő (2022. január 1.).

## Népesség
| Lakosok száma | 947  | 940  | 935  | 927  | 940  | 954  |
|               | 2017 | 2018 | 2019 | 2020 | 2021 | 2022 |